# Anthology
Anthology är et samlingsalbum med det amerikanska death metal-bandet Obituary, utgivet 2001 av skivbolaget Roadrunner Records.

## Låtlista
1. "Find the Arise" (demo-version) – 2:39
2. "'Til Death" – 3:57
3. "Internal Bleeding" – 3:02
4. "Intoxicated" – 4:40
5. "Slowly We Rot" – 3:39
6. "Cause of Death" – 6:31
7. "Dying" – 4:31
8. "Chopped in Half" – 3:45
9. "Turned Inside Out" – 5:11
10. "Back to One" – 3:42
11. "The End Complete" – 4:04
12. "I'm in Pain" – 4:05
13. "Kill for Me" – 2:57
14. "Final Thoughts" – 4:10
15. "Don't Care" – 3:13
16. "Threatening Skies" – 2:19
17. "By the Light" – 2:56
18. "Back from the Dead" – 4:58
19. "Buried Alive" (Venom-cover) – 3:33
20. "Boiling Point (212° Sporadic Mix)" – 3:42

- Text och musik: JP Chartier/John Tardy/Donald Tardy (spår 1), J. Tardy (spår 2, 5), J. Tardy/Trevor Peres/Allen West (spår 3, 6), J. Tardy/T. Peres (spår 4, 13, 15, 16, 18), 	Obituary/T. Peres (spår 7), T. Peres/D. Tardy/J. Tardy (spår 8, 9, 11, 12), D. Tardy/A. West (spår 10), Anthony Bray/Jeffrey Dunn/Conrad T. Lant (spår 19)

- Ytterligare information:
- Spår 1 är från Demo 1986 (under Obituarys tidigare namn: "Xecutioner")[3]
- Spår 2–5 är från Slowly We Rot.
- Spår 6–9 är från Cause of Death.
- Spår 10–12 är från The End Complete.
- Spår 13–15 är från World Demise.
- Spår 16–18 är från Back from the Dead.
- Spår 19 är tidigare outgiven; från inspelningen av World Demise.
- Spår 20 är tidigare outgiven.

## Medverkande
Musiker (Obituary-medlemmar)
- John Tardy – sång
- Allen West – sologitarr
- Trevor Peres – rytmgitarr
- Frank Watkins – basgitarr
- Donald Tardy – trummor
- Daniel Tucker – basgitarr (spår 2–5)
- James Murphy – sologitarr (spår 6–9)

Bidragande musiker
- Jerome Grable – basgitarr (spår 1)
- JP Chartier – gitarr (spår 1)

Produktion
- Rick Miller – producent
- Scott Burns – producent
- Jamie Locke – producent
- Mark Prator – producent, ljudmix
- Brian Benscoter – remix
- Andreas Marschall – omslagskonst